# Salto em grandes alturas no Campeonato Mundial de Esportes Aquáticos de 2013
Os eventos do salto em grandes alturas no Campeonato Mundial de Esportes Aquáticos de 2013 ocorreram entre 29 de julho e 31 de julho de 2013 no  Port Vell em Barcelona na Espanha.

## Calendário
| Julho                    | 19 | 20 | 21 | 22 | 23 | 24 | 25 | 26 | 27 | 28 | 29 | 30 | 31 | 01 | 02 | 03 | 04 | T |
| ------------------------ | -- | -- | -- | -- | -- | -- | -- | -- | -- | -- | -- | -- | -- | -- | -- | -- | -- | - |
| Salto em grandes alturas |    |    |    |    |    |    |    |    |    |    | ●  | 1  | 1  |    |    |    |    | 2 |

## Cronograma
| Data                | Hora  | Prova                    |
| ------------------- | ----- | ------------------------ |
| 29 de julho de 2013 | 16:00 | Rodada masculina 1º e 2º |
| 30 de julho de 2013 | 16:00 | Final feminino           |
| 31 de julho de 2013 | 16:00 | Final masculino          |

## Medalhistas
| Event              | Ouro                | Ouro   | Prata           | Prata  | Bronze               | Bronze |
| ------------------ | ------------------- | ------ | --------------- | ------ | -------------------- | ------ |
| Masculino detalhes | COL Orlando Duque   | 590.20 | GBR Gary Hunt   | 589.30 | MEX Jonathan Paredes | 578.35 |
| Feminino detalhes  | USA Cesilie Carlton | 211.60 | USAGinger Huber | 206.70 | GERAnna Bader        | 203.90 |

## Quadro de medalhas
| Ordem | País           | Medalha de ouro | Medalha de prata | Medalha de bronze | Total |
| ----- | -------------- | --------------- | ---------------- | ----------------- | ----- |
| 1     | Estados Unidos | 1               | 1                | 0                 | 2     |
| 2     | Colômbia       | 1               | 0                | 0                 | 1     |
| 3     | Reino Unido    | 0               | 1                | 0                 | 1     |
| 4     | Alemanha       | 0               | 0                | 1                 | 1     |
| 4     | México         | 0               | 0                | 1                 | 1     |
| Total | Total          | 2               | 2                | 2                 | 6     |